# Two and a Half Men (seizoen 12)
Het twaalfde seizoen van de Amerikaanse sitcom Two and a Half Men werd oorspronkelijk uitgezonden op de commerciële televisiezender CBS vanaf 30 oktober 2014 tot en met 19 februari 2015. De hoofdrollen worden vertolkt door Jon Cryer en Ashton Kutcher en de nevenrollen door Conchata Ferrell, Amber Tamblyn en Maggie Lawson. Het seizoen telt 16 afleveringen. Dit is het laatste seizoen van de sitcom, die eindigde met een dubbelfinale van een uur. Het seizoen draait hoofdzakelijk om een homohuwelijk van de personages Alan Harper (Cryer) en Walden Schmidt (Kutcher).

## Samenvatting
Walden Schmidt (Ashton Kutcher) krijgt een milde hartaanval wanneer hij samen met Alan Harper (Jon Cryer), zijn huisgenoot en beste vriend, Halloween viert. De ingrijpende gebeurtenis laat Walden nadenken over zijn toekomst. Immers bestaan er vele dingen die hij nog wil doen. Een van die dingen is 'vader worden', maar zijn bindingsangst ontzegt hem die droom. Hij vraagt daarom zijn beste vriend Alan ten huwelijk in de hoop op die manier een kind te kunnen adopteren. Walden en Alan zetten een homohuwelijk in scène zodat maatschappelijk werker Mrs. McMartin (Maggie Lawson) hen de toestemming geeft...

## Overzicht
| Nr. serie | Nr. reeks | Titel van aflevering                  | Scenarist(en)                                       | Uitzenddatum     |  |
| --- | --------- | ------------------------------------- | --------------------------------------------------- | ---------------- |  |
| 1 | 247       | The Ol' Mexican Spinach               | Don Reo, Jim Patterson en Steve Tompkins            | 30 oktober 2014  |  |
| Walden (Ashton Kutcher) heeft hartproblemen wanneer hij en Alan (Jon Cryer) Halloween vieren. Walden zet alles op een rijtje. Titelquote: Alan, verwijzend naar Waldens drugsgewoontes terwijl hij in de ambulance met een van de eerstehulpverleners praat. |           |                                       |                                                     |                  |  |
| 2 | 248       | A Chic Bar in Ibiza                   | Tim Kelleher, Saladin K. Patterson en Jim Vallely   | 6 november 2014  |  |
| Walden vraagt Alan ten huwelijk, maar Alan reageert beledigd en twijfelt over trouwen. Waldens intenties worden hem duidelijk. Titelquote: Alan, nadat Walden plannen voor een huwelijksreis opbergt, zich hardop afvragend of 'Courthouse' de naam is van een chique bar op Ibiza. |           |                                       |                                                     |                  |  |
| 3 | 249       | Glamping in a Yurt                    | Don Reo, Jim Patterson en Jim Vallely               | 13 november 2014 |  |
| Alan en Walden spreken af met een maatschappelijk werker Mrs. McMartin (Maggie Lawson) die moet bepalen of ze een liefdevol stel zijn. Lindsey (Courtney Thorne-Smith) keert na zestig dagen terug uit een rehabilitatiecentrum. Titelquote: Alan, tegen de maatschappelijk werker over enkele van zijn favoriete dingen die met "Wally-bear" (Walden) te maken hebben.                       |           |                                       |                                                     |                  |  |
| 4 | 250       | Thirty-Eight, Sixty-Two, Thirty-Eight | Warren Bell, Matt Ross en Max Searle                | 20 november 2014 |  |
| Een moeder overweegt om Walden en Alan haar baby te laten adopteren. Titelquote: Alan, over 'de perfecte vrouw' terwijl hij zijn zwangerschapsfetisj verklaart. |           |                                       |                                                     |                  |  |
| 5 | 251       | Oontz. Oontz. Oontz.                  | Jim Patterson, Tim Kelleher en Saladin K. Patterson | 27 november 2014 |  |
| Walden wordt pleegouder van de zesjarige Louis, maar twijfelt aan zichzelf als vader. Titelquote: Walden, die house-muziek imiteert. |           |                                       |                                                     |                  |  |
| 6 | 252       | Alan Shot a Little Girl               | Jim Patterson, Steve Tompkins en Warren Bell        | 4 december 2014  |  |
| Alan overtreedt de regels van Walden als hij beseft dat Louis denkt dat hij cool is, en hij wil dat dat zo blijft. Titelquote: Louis, over het gedrag van Alan bij hun spelletje lasergamen. |           |                                       |                                                     |                  |  |
| 7 | 253       | Sex with an Animated Ed Asner         | Don Reo, Matt Ross en Max Searle                    | 11 december 2014 |  |
| Alan en Walden sluiten vriendschap met drie moeders in een kinderclub, maar alles wordt ingewikkeld als Walden zich tot een van hen aangetrokken voelt. Alan gaat een stapje verder door er met een groep moeders op uit te trekken. Titelquote: Walden, die geamuseerd is dat Laurel een seksfantasie had over het personage aan wie Ed Asner zijn stem leende in de animatiefilm Up (2009). |           |                                       |                                                     |                  |  |
| 8 | 254       | Family, Bublé, Deep-Fried Turkey      | Don Reo, Jim Patterson en Steve Tompkins            | 18 december 2014 |  |
| Alan en Walden zetten alle zeilen bij om Louis te doen geloven dat de Kerstman echt bestaat. Louis weigert dat laatste koppig te doen. Titelquote: Walden, samenvattend waar Kerstmis om draait. |           |                                       |                                                     |                  |  |
| 9 | 255       | Bouncy, Bouncy, Bouncy, Lyndsey       | Don Reo, Matt Ross en Max Searle                    | 8 januari 2015   |  |
| Walden ontdekt hoe uitdagend het is om intiem om te gaan met vrouwen als zijn pleegzoon Louis in de buurt is. Herb (Ryan Stiles) vraagt Alan of hij met Lindsey mag uit vragen. Titelquote: Alan, terwijl hij naar een vrouw staart op een bal, voordat hij beseft dat het Lindsey is. Noot: Laatste aflevering met Ryan Stiles als Herb Melnick                                              |           |                                       |                                                     |                  |  |
| 10 | 256       | Here I Come, Pants!                   | Tim Kelleher, Matt Ross en Max Searle               | 15 januari 2015  |  |
| Alan deelt met Walden de opvoedingstaken nadat de maatschappelijk werker heeft ontdekt dat hij en Walden niet echt een homopaar zijn. Titelquote: Walden, zonder broek, die vergeefs probeert zijn geheim voor Mrs. McMartin te verbergen. |           |                                       |                                                     |                  |  |
| 11 | 257       | For Whom the Booty Calls              | Don Reo, Jim Patterson en Steve Tompkins            | 22 januari 2015  |  |
| Walden sluit zich aan bij een praatgroep van adoptievaders en vindt het een leuke ontsnapping aan Alan. Titelquote: Alan, die tegen Walden opschept over seks met Mrs. McMartin. |           |                                       |                                                     |                  |  |
| 12 | 258       | A Beer-Battered Rip-Off               | Matt Ross, Max Searle en Nathan Chetty              | 29 januari 2015  |  |
| Alan beëindigt zijn relatie met de maatschappelijk werker van Walden omdat hij weer met Lyndsey wil omgaan. Walden vreest de gevolgen voor hem en Louis. Titelquote: Alan, over de prijs van tilapia, een visgerecht in het restaurant waar hij en mevrouw McMartin dineren. |           |                                       |                                                     |                  |  |
| 13 | 259       | Boompa Loved His Hookers              | Don Reo, Jim Patterson en Nathan Chetty             | 5 februari 2015  |  |
| Walden begint in navolging van Alan een affaire met zijn maatschappelijk werker. Walden vreest dat als hij het uitmaakt met mevrouw McMartin, het zijn adoptie van Louis op de helling zal brengen. Alan aarzelt als Lyndsey hem vraagt opnieuw bij haar in te trekken. Titelquote: Waldens opmerking over zijn grootvader die graag naar de hoeren ging.                                     |           |                                       |                                                     |                  |  |
| 14 | 260       | Don't Give a Monkey a Gun             | Jim Vallely, Matt Ross en Max Searle                | 12 februari 2015 |  |
| Alan en Walden tekenen de echtscheidingspapieren. Alan heeft vrij de keuze wat hij wil. Wanneer Alan iets egoïstisch en onpraktisch kiest, zet hij zijn relatie met Lindsey op het spel. Titelquote: Walden, die Alan de kans biedt om weer eens slechte keuzes te maken. |           |                                       |                                                     |                  |  |
| 15 | 261       | Of Course He's Dead: Part I           | Chuck Lorre, Lee Aronsohn, Don Reo en Jim Patterson | 19 februari 2015 |  |
| Charlie Harper leeft nog. Of niet? Titelquote: Alans antwoord op Waldens vraag of hij zeker weet dat Charlie dood is. |           |                                       |                                                     |                  |  |
| 16 | 262       | Of Course He's Dead: Part II          | Chuck Lorre, Lee Aronsohn, Don Reo en Jim Patterson | 19 februari 2015 |  |
| Charlie Harper leeft nog. Of niet? Titelquote: Alans antwoord op Waldens vraag of hij zeker weet dat Charlie dood is (bis). |           |                                       |                                                     |                  |  |

## Rolverdeling

### Hoofdcast
- Jon Cryer (Alan Harper)
- Ashton Kutcher (Walden Schmidt)
- Conchata Ferrell (Berta)

### Gastacteurs
- Amber Tamblyn (Jenny Harper)
- Melanie Lynskey (Rose)
- Holland Taylor (Evelyn Harper)
- Marin Hinkle (Judith Melnick)
- Ryan Stiles (Herb Melnick)
- Maggie Lawson (Mevrouw McMartin)
- Arnold Schwarzenegger (Lt. Wagner)
- Courtney Thorne-Smith (Lindsey Mackelroy)
- Angus T. Jones (Jake Harper)